# 백팔번뇌
백팔번뇌(百八煩惱)는 유정이 가진 번뇌에 108종이 있다는 뜻으로, 사실상 모든 번뇌를 의미한다. 백팔결(百八結) 또는 백팔결업(百八結業)이라고도 하는데, 백팔번뇌의 구성방식에 대해서는 3가지 다른 견해가 있다.
첫 번째는 대승불교의 중관학파의 논서《대지도론(大智度論)》 제8권과 대승불교 일반의 논서 《대승의장(大乘義章)》 제6권 등에 따른 것으로, 98결(九十八結)과 10전(十纏)을 합한 것이다.
두 번째는 대승불교 경전인 《명도오십교계경(明度五十校計經)》과 대승불교의 천태종의 논서인 《지관보행전홍결(止觀輔行傳弘決)》 제5권에 따른 것으로, 6근(六根)으로 6진(六塵)을 분별하는 양상에 108가지가 있는 것에 근거하여 백팔번뇌를 세우는 것이다.
세 번째는 역시 《지관보행전홍결(止觀輔行傳弘決)》 제5권에 따른 것으로, 6근(六根)으로 6진(六塵)을 분별하는 양상에 또 다른 108가지가 있는 것에 근거하여 백팔번뇌를 세우는 것이다.

## 첫 번째 방식: 98 + 10
대승불교의 중관학파의 논서 《대지도론》 제8권과 대승불교 일반의 논서 《대승의장》 제6권에 따르면, 백팔번뇌는 98결(九十八結)과 10전(十纏)을 합한 것이다. 98결은 부파불교의 설일체유부의 번뇌론에서 수면 즉 근본번뇌를 3계 5부로 구분했을 때 얻어지는 98수면의 다른 이름이다. 그리고 10전은 근본번뇌(즉, 간략히는 6수면, 자세히는 98수면)를 따라 일어나는 수번뇌들 가운데 특정한 10가지를 말한다. 따라서, 백팔번뇌는 3계의 모든 근본번뇌와 특정한 10가지 수번뇌를 합한 것으로, 사실상 모든 번뇌를 의미한다.
《대지도론》 제8권에서는 다음과 같이 말하고 있다. 이 인용문에서 《가전연자아비담(迦旃延子阿毘曇)》은  부파불교의 설일체유부의 개조인 가다연니자(迦多衍尼子)의 《아비달마발지론(阿毘達磨發智論)》을 말하고, 독자아(犢子兒)는 부파불교의 한 부파로, 설일체유부에서 갈라진 부파인 독자부(犢子部)를 말한다. 그리고 2종결(二種結) 즉 두 가지 결에서 애욕에 속하는 것[屬愛]은 수혹(修惑)을 말하고 견해에 속하는 것[屬見]은 견혹(見惑)을 말한다. 또한 음욕에 속하는 것[屬婬]과 성냄에 속하는 것[屬瞋]과 어리석음에 속하는 것[屬癡]의 3종결(三種結) 즉 세 가지 결은 3가지 근본번뇌인 탐(貪) · 진(瞋) · 치(癡)의 3박(三縛) 즉 3불선근(三不善根) 즉 3독(三毒)를 말한다.
 「纏」者，十纏：瞋纏、覆罪纏、睡纏、眠纏、戲纏、掉纏、無慚纏、無愧纏、慳纏、嫉纏。　復次，一切煩惱結繞心故，盡名為「纏」。　「煩惱」者，能令心煩，能作惱故，名為「煩惱」。煩惱有二種：內著，外著——內著者，五見、疑、慢等；外著者，婬、瞋等；無明內外共。　復有二種結：一、屬愛；二、屬見。　復有三種：屬婬，屬瞋，屬癡。　是名煩惱。　纏者，有人言「十纏」，有人言「五百纏」。　煩惱名一切結使：結有九結，使有七，合為九十八結。　如《迦旃延子阿毘曇》義中說：十纏，九十八結，為百八煩惱。　《犢子兒阿毘曇》中結使亦同；纏有五百。　如是諸煩惱，菩薩能種種方便自斷，亦能巧方便斷他人諸煩惱。

 
얽매임[纏]이라 함은 열 가지 얽매임[十纏]을 말한다. 곧 성냄의 얽매임[瞋纏] · 죄를 숨김의 얽매임[覆罪纏] · 졸음의 얽매임[睡纏] · 잠의 얽매임[眠纏] · 희롱의 얽매임[戲纏] · 들뜸의 얽매임[掉纏] · 제 부끄러움 없음의 얽매임[無慚纏] · 남부끄러움 없음의 얽매임[無愧纏] · 인색함의 얽매임[慳纏] · 질투의 얽매임[嫉纏]이다.

또한 일체의 번뇌는 마음을 얽어매는 까닭에 모두 일컬어 얽매임[纏]이라 한다.

번뇌라 함은 능히 마음을 번거롭게 하고[能令心煩] 괴롭히기[能作惱] 때문에 번뇌라 한다.

번뇌에 두 가지가 있으니, 내적인 집착[內著]과 외적인 집착[外著]이다. 내적인 집착이란 다섯 가지 견해[五見]와 의심[疑]과 교만[慢] 등이요, 외적인 집착이란 음욕[婬] · 성냄[瞋] 등이다. 무명(無明)은 안팎에 동시에 속한다.

다시 두 가지 결[二種結]이 있으니, 첫째는 애욕에 속하는 것[屬愛]이요, 둘째는 견해에 속하는 것[屬見]이다.

또한 세 가지[三種]가 있으니, 음욕에 속하는 것[屬婬]과 성냄에 속하는 것[屬瞋]과 어리석음에 속하는 것[屬癡]이다.

이것을 번뇌라고 한다.

얽매임[纏]이라 했는데, 어떤 사람은 말하기를 “열 가지 얽매임[十纏]이 있다”고 하며, 어떤 사람은 말하기를 “5백 가지 얽매임[五百纏]이 있다”고 한다.

번뇌를 일체의 결사(結使)라 하는데, 결(結)에는 아홉 가지[九結]가 있고, 사(使)에는 일곱 가지가 있어 합치면 98결(九十八結)이 된다.

《가전연자 아비담(迦旃延子阿毘曇)》에 말하기를 “10전(十纏)과 98결(九十八結)이 합해 108번뇌(百八煩惱)가 된다. 《독자아의 아비담(犢子兒阿毘曇)》 가운데에서는 결(結)과 사(使)는 같은 것으로 5백의 얽매임[五百纏]이 있다”고 한다.

이와 같은 모든 번뇌를 보살은 능히 갖가지 방편으로 스스로 끊으며, 또한 교묘한 방편[巧方便]으로써 다른 사람의 번뇌들도 끊게 한다.
 — 《대지도론》 제8권. 한문본 & 한글본

### 98결
부파불교의 설일체유부의 번뇌론에서 수면 즉 근본번뇌에 6가지 있다. 그리고 6수면을 세분하여 10수면을 세우고, 다시 10수면을 3계 5부로 세분하여 98수면을 세운다. 98결이나 98근본번뇌는 98수면의 다른 이름들 가운데 하나이다. 한편, 대승불교의 유식유가행파의 번뇌론에 따르면, 총 128근본번뇌가 있으며, 설일체유부의 98수면과는 그 수효에 차이가 있다.
설일체유부의 98수면을 표로 나타내면 다음과 같다.
|                                      | 3계 5부  | 욕계                                                                   | 색계                                                             | 무색계                                                           |        |
| ------------------------------------ | -------- | ---------------------------------------------------------------------- | ---------------------------------------------------------------- | ---------------------------------------------------------------- | ------ |
| 견소단·견혹· 분별기·미리혹 (88)      | 견고소단 | 탐 · 진 · 만 · 무명 · 유신견 · 변집견 · 사견 · 견취 · 계금취 · 의 (10) | 탐 · 만 · 무명 · 유신견 · 변집견 · 사견 · 견취 · 계금취 · 의 (9) | 탐 · 만 · 무명 · 유신견 · 변집견 · 사견 · 견취 · 계금취 · 의 (9) | 28가지 |
| 견소단·견혹· 분별기·미리혹 (88)      | 견집소단 | 탐 · 진 · 만 · 무명 · 사견 · 견취 · 의 (7)                             | 탐 · 만 · 무명 · 사견 · 견취 · 의 (6)                            | 탐 · 만 · 무명 · 사견 · 견취 · 의 (6)                            | 19가지 |
| 견소단·견혹· 분별기·미리혹 (88)      | 견멸소단 | 탐 · 진 · 만 · 무명 · 사견 · 견취 · 의 (7)                             | 탐 · 만 · 무명 · 사견 · 견취 · 의 (6)                            | 탐 · 만 · 무명 · 사견 · 견취 · 의 (6)                            | 19가지 |
| 견소단·견혹· 분별기·미리혹 (88)      | 견도소단 | 탐 · 진 · 만 · 무명 · 사견 · 견취 · 계금취 · 의 (8)                    | 탐 · 만 · 무명 · 사견 · 견취 · 계금취 · 의 (7)                   | 탐 · 만 · 무명 · 사견 · 견취 · 계금취 · 의 (7)                   | 22가지 |
| 수소단·수혹·사혹· 구생기·미사혹 (10) | 수도소단 | 탐 · 진 · 만 · 무명 (4)                                                | 탐 · 만 · 무명 (3)                                               | 탐 · 만 · 무명 (3)                                               | 10가지 |
|                                      |          | 36가지                                                                 | 31가지                                                           | 31가지                                                           | 98가지 |

### 10전
설일체유부의 논서 《구사론》 제21권에 따르면, 10전(十纏)은 다음의 10가지 수번뇌를 말한다.
1. 무참(無慚): 죄과를 범하고도 스스로에 대해 부끄럽게 여기지 않음
2. 무괴(無愧): 죄과를 범하고도 남에 대해 부끄럽게 여기지 않음
3. 질(嫉): 질투, 다른 이의 좋은 일에 대해 기뻐하지 못함
4. 간(慳): 재물이나 교법에 매우 인색함
5. 회(悔): 지나친 후회(後悔) 또는 추회(追悔), 악작(惡作)
6. 면(眠): 수면(睡眠), 잠, 암매(闇昧: 흐리멍덩함, 어리석고 몽매함), 게으름
7. 도거(掉舉): 들뜸, 불안정, 산란
8. 혼침(惛沈): 침울, 무기력
9. 분(忿): 분노(憤怒: 분개하여 몹시 성을 냄), 격노
10. 부(覆): 죄과를 은폐함

용수의 《대지도론》 제8권에서는 10전(十纏)을 다음과 같은 순서와 명칭으로 부르고 있다.
1. 진전(瞋纏): 성냄의 얽매임 - 분(忿)
2. 부죄전(覆罪纏): 죄를 숨김의 얽매임 - 부(覆)
3. 수전(睡纏): 졸음의 얽매임 - 혼침(惛沈) (?)
4. 면전(眠纏): 잠의 얽매임 - 면(眠)
5. 희전(戲纏): 희롱의 얽매임 - 회(悔) (?)
6. 도전(掉纏): 들뜸의 얽매임 - 도거(掉舉)
7. 무참전(無慚纏): 제 부끄러움 없음의 얽매임 - 무참(無慚)
8. 무괴전(無愧纏): 남부끄러움 없음의 얽매임 - 무괴(無愧)
9. 간전(慳纏): 인색함의 얽매임 - 간(慳)
10. 질전(嫉纏): 질투의 얽매임 - 질(嫉)

## 두 번째 방식: 6 × 3 × 2 × 3
대승불교 경전인 《명도오십교계경(明度五十校計經)》과 대승불교의 천태종의 논서인 《지관보행전홍결(止觀輔行傳弘決)》 제5권의 5에 따르면, 백팔번뇌는 다음과 같은 방식으로 성립된다.
1. 안 · 이 · 비 · 설 · 신 · 의의 6근(六根)이 색 · 성 · 향 · 미 · 촉 · 법의 6진(六塵)을 대할 때 호(好: 좋아함) · 오(惡: 싫어함) · 평(平: 좋아하지도 싫어하지도 않음)의 3가지로 분별하기 때문에 총 18가지의 번뇌가 있다. (6 × 3 = 18)
2. 이 18가지 번뇌의 각각이 다시 염(染) · 정(淨)의 2가지로 나뉘기 때문에 총 36가지의 번뇌가 있다. (6 × 3 × 2 = 36)
3. 이 36가지 번뇌가 다시 과거 · 현재 · 미래의 3세(三世)로 배대되어 총 108가지의 번뇌가 있다. (6 × 3 × 2 × 3 = 108)

## 세 번째 방식: ((6 × 3) + (6 × 3)) × 3
대승불교의 천태종의 논서인 《지관보행전홍결(止觀輔行傳弘決)》 제5권의 5에 따르면, 백팔번뇌는 다음과 같은 방식으로 성립된다.
1. 안 · 이 · 비 · 설 · 신 · 의의 6근(六根)이 색 · 성 · 향 · 미 · 촉 · 법의 6진(六塵)을 대할 때 고수(苦受) · 낙수(樂受) · 사수(捨受)의 3수(三受)로 분별하기 때문에 총 18가지의 번뇌가 있다. (6 × 3 = 18)
2. 또한 6근(六根)이 6진(六塵)을 대할 때 호(好: 좋아함) · 오(惡: 싫어함) · 평(平: 좋아하지도 싫어하지도 않음)의 3가지로 분별하기 때문에 총 18가지의 번뇌가 있다. (6 × 3 = 18)
3. 따라서 이 둘을 합하여 6근이 6진을 대할 때 총 36가지의 번뇌가 있다. ((6 × 3) + (6 × 3)) = 36)
4. 이 36가지 번뇌가 다시 과거 · 현재 · 미래의 3세(三世)로 배대되어 총 108가지의 번뇌가 있다. (((6 × 3) + (6 × 3)) × 3 = 108)

## 같이 보기
- 3도: 견도 · 수도 · 무학도
  - 견도: 16심 · 고법지인
  - 무학도: 34심
  - 성문 수행계위: 4향4과 - 10결(= 5하분결 + 5상분결)
  - 보살 수행계위: 52위
- 현관: 4제현관 · 6현관
- 유루와 무루
- 번뇌의 해석
- 번뇌의 다른 이름
  - 개 · 결 · 계 · 구 · 구애 · 궤 · 근 · 뇌 · 누 · 박 · 상해 · 소 · 소유 · 소해 · 수면 · 수번뇌 · 악행 · 액 · 열 · 유쟁 · 쟁 · 전 · 전 · 조림 · 주올 · 취 · 치연 · 폭류 · 화
- 번뇌의 작용
- 번뇌의 분류
  - 3루
  - 4액
  - 4취
  - 4폭류
  - 5부: 견고소단 · 견집소단 · 견멸소단 · 견도소단 · 수도소단 = 견소단 + 수소단
  - 5주지번뇌
  - 견혹 + 수혹 = 견소단 + 수소단 = 미리혹 + 미사혹 = 분별기 + 구생기
  - 근본번뇌 + 수번뇌
  - 번뇌장 + 소지장
- 번뇌 = 근본번뇌 + 수번뇌
  - 근본번뇌 = 수면
    - 3근본번뇌: 탐 · 진 · 치
    - 6수면: 탐 · 진 · 만 · 무명 · 견 · 의
    - 7수면: 욕탐 · 진 · 유탐 · 만 · 무명 · 견 · 의
    - 10수면: 탐 · 진 · 만 · 무명 · 유신견 · 변집견 · 사견 · 견취 · 계금취 · 의
    - 12수면: 욕탐 · 진 · 색탐 · 무색탐 · 만 · 무명 · 유신견 · 변집견 · 사견 · 견취 · 계금취 · 의
    - 98근본번뇌(설일체유부)
      - 견혹 = 견소단 = 미리혹 = 분별기: 설일체유부의 88근본번뇌
      - 수혹 = 수소단 = 미사혹 = 구생기: 설일체유부의 10근본번뇌

    - 128근본번뇌(유식유가행파)
      - 견혹 = 견소단 = 미리혹 = 분별기: 유식유가행파의 112근본번뇌
      - 수혹 = 수소단 = 미사혹 = 구생기: 유식유가행파의 16근본번뇌

  - 수번뇌 = 전
    - 8전 · 10전 · 6번뇌구
    - 19수번뇌(설일체유부)
      - 소번뇌지법의 10가지 모두: 분 · 부 · 간 · 질 · 뇌 · 해 · 한 · 첨 · 광 · 교
      - 대불선지법의 2가지 모두: 무참 · 무괴
      - 대번뇌지법의 6가지 가운데 5가지: 방일 · 해태 · 불신 · 혼침 · 도거
      - 부정지법의 8가지 가운데 2가지: 수면 · 악작

    - 20수번뇌(유식유가행파)
      - 소수번뇌심소의 10가지 모두: 분 · 한 · 부 · 뇌 · 질 · 간 · 광 · 첨 · 해 · 교
      - 중수번뇌심소의 2가지 모두: 무참 · 무괴
      - 대수번뇌심소의 8가지 모두: 도거 · 혼침 · 불신 · 해태 · 방일 · 실념 · 산란 · 부정지
- 번뇌 = 잡염 = 유부무기 + 불선
  - 유부무기
    - 욕계의 번뇌의 일부 · 색계의 번뇌 · 무색계의 번뇌
    - 4근본번뇌(말나식의 4번뇌: 아치 · 아견 · 아만 · 아애)

  - 불선 · 악
    - 욕계의 번뇌의 대다수
    - 불선근
    - 5악 · 10악
- 번뇌 = 108번뇌 = 98수면 + 10전
- 번뇌 = 개: 5개
- 번뇌 = 결: 2결 · 3결 · 4결 · 5결 · 9결 · 10결(= 5하분결 + 5상분결) · 98결 · 108결
- 번뇌 = 구애: 3구애 · 5구애
- 번뇌 = 뇌: 3뇌
- 번뇌 = 누: 3루
- 번뇌 = 박: 3박 · 4박
- 번뇌 = 사: 7사 · 10사 · 98사 · 128사
- 번뇌 = 악행: 3악행
- 번뇌 = 취: 2취 · 4취

## 참고 문헌
- 고려대장경연구소. 《고려대장경 전자 불교용어사전》. 고려대장경 지식베이스 / (사)장경도량 고려대장경연구소. |title=에 외부 링크가 있음 (도움말)
- 곽철환 (2003). 《시공 불교사전》. 시공사 / 네이버 지식백과. |title=에 외부 링크가 있음 (도움말)
- 무착 지음, 현장 한역, 이한정 번역 (K.572, T.1605). 《대승아비달마집론》. 한글대장경 검색시스템 - 전자불전연구소 / 동국역경원. K.572(16-157), T.1605(31-663). |title=에 외부 링크가 있음 (도움말)
- 세친 지음, 현장 한역, 권오민 번역 (K.955, T.1558). 《아비달마구사론》. 한글대장경 검색시스템 - 전자불전연구소 / 동국역경원. K.955(27-453), T.1558(29-1). |title=에 외부 링크가 있음 (도움말)
- 용수 지음, 구마라습 한역, 김성구 번역 (K.549, T.1509). 《대지도론》. 한글대장경 검색시스템 - 전자불전연구소 / 동국역경원. K.549(14-493), T.1509(25-57). |title=에 외부 링크가 있음 (도움말)
- 운허.  동국역경원 편집, 편집. 《불교 사전》. |title=에 외부 링크가 있음 (도움말)
- (영어) DDB. 《Digital Dictionary of Buddhism (電子佛教辭典)》. Edited by A. Charles Muller. |title=에 외부 링크가 있음 (도움말)
- (중국어) 무착 조, 현장 한역 (T.1605). 《대승아비달마집론(大乘阿毘達磨集論)》. 대정신수대장경. T31, No. 1605, CBETA. |title=에 외부 링크가 있음 (도움말)
- (중국어) 佛門網. 《佛學辭典(불학사전)》. |title=에 외부 링크가 있음 (도움말)
- (중국어) 星雲. 《佛光大辭典(불광대사전)》 3판. |title=에 외부 링크가 있음 (도움말)
- (중국어) 세친 조, 현장 한역 (T.1558). 《아비달마구사론(阿毘達磨俱舍論)》. 대정신수대장경. T29, No. 1558, CBETA. |title=에 외부 링크가 있음 (도움말)
- (중국어) 용수 조, 구마라습 한역 (T.1509). 《대지도론(大智度論)》. 대정신수대장경. T25, No. 1509, CBETA. |title=에 외부 링크가 있음 (도움말)}
- (중국어) 혜원 찬 (T.1851). 《대승의장(大乘義章)》. 대정신수대장경. T44, No. 1851, CBETA. |title=에 외부 링크가 있음 (도움말)